# Zentrum für Schulqualität und Lehrerbildung
Das Zentrum für Schulqualität und Lehrerbildung (ZSL) ist eine baden-württembergische Landesoberbehörde mit Sitz in Stuttgart. Es wurde am 1. März 2019 neu eingerichtet und übernahm Aufgaben des aufgelösten Landesinstitutes für Schulentwicklung, des aufgelösten Landesinstitutes für Schulsport, Schulkunst und Schulmusik, der aufgelösten Landesakademie für Fortbildung und Personalentwicklung an Schulen Baden-Württemberg und der aufgelösten Landesakademie für Schulkunst, Schul- und Amateurtheater Schloss Rotenfels.

## Aufgaben
Mit dem Hintergrund, dass die Leistungen der Schüler in Baden-Württemberg im Bundesvergleich abgesackt waren, wurden das ZSL und das Institut für Bildungsanalysen Baden-Württemberg (IBBW) gegründet. Zielsetzung des IBBW ist, dass der Unterricht nach aktuellen wissenschaftlichen Erkenntnissen stattfindet und dass dies regelmäßig evaluiert wird. Das ZSL hat die Aufgabe, die verschiedenen Fort- und Ausbildungsangebote für Lehrkräfte im Land zu bündeln und so die Qualität der Angebote zu erhöhen und außerdem die wissenschaftliche Erkenntnisse des IBBW in die Lehrerfortbildung einfließen zu lassen. Daneben sollen Ausbildung und Fortbildung enger verzahnt werden, so wurden die Seminare für Didaktik und Lehrerbildung zu Seminaren für Ausbildung und Fortbildung der Lehrkräften, ihr Aufgabenbereich wurde um die Fortbildung erweitert. Mit der Abschaffung der verschiedenen Instituten sollten Doppelzuständigkeiten abgebaut und klare Strukturen geschaffen werden.
Aufgaben des ZSL ist die Konzeptentwicklung und Qualitätssicherung der Aus- und Fortbildung der Lehrkräfte in Baden-Württemberg, auch auf internationaler Ebene als Kooperationsprojekte der Lehrerbildung. Weitere Aufgabe ist die Personalentwicklung und Führungskräftequalifizierung. Die Schulbuchzulassung und Bildungsplanarbeit sind ebenfalls am Zentrum für Schulqualität und Lehrerbildung verortet. Außerdem entwickelt es Beratungsangebote beispielsweise im Bezug auf Inklusion, Arbeiten mit Kompetenzrastern oder SMV für allgemeinbildende und berufliche Schulen, die es in den Regionalstellen auch bereitstellt.

## Einrichtungen
Dem ZSL sind mehrere Einrichtungen nachgeordnet. 
Neben den sechs Regionalstellen übernahm das ZSL die Standorte der Landesakademie für Fortbildung und Personalentwicklung an Schulen, der Landesakademie für Schulkunst, Schul- und Amateurtheater Schloss Rotenfels sowie des Landesinstituts für Schulsport, Schulkunst und Schulmusik.

### Regionalstellen
Die Regionalstellen fungieren als regionale Ansprechpartner für die örtlichen Schulen im Bereich der Aus- und Fortbildung und der Beratung. Außerdem ist jede Regionalstelle zuständig für die Seminare für Ausbildung und Fortbildung der Lehrkräfte in ihrem Einzugsbereich. Regionalstellen sind eingerichtet in Mannheim, Karlsruhe, Stuttgart, Schwäbisch Gmünd, Freiburg und Tübingen.

### Außenstellen
Die Außenstellen erbringen Fortbildungen für Lehrkräfte und haben spezielle Schwerpunkte. Die Außenstelle in Bad Wildbad hat den Schwerpunkt allgemeinbildende Schulen, der Standort Comburg hat den Schwerpunkt der Führungskräftequalifizierung, der Standort Esslingen hat den Schwerpunkt berufliche Schulen, der Standort Ludwigsburg hat den Schwerpunkt Schulsport und der Standort Schloss Rotenfels den Schwerpunkt Kunst und Theater.

## Kritik
Schon vor Einrichtung kritisierte die Gewerkschaft Erziehung und Wissenschaft, dass vor allem eine Zentralisierung erfolge, aber keine Ansätze zur tatsächlichen Verbesserung erkennbar seien. Auch der Philologenverband Baden-Württemberg kritisierte die Einführung des ZSL als Mammutbehörde mit einer Unmenge von Aufgaben, die alle zentral geplant, gesteuert und lokal erfüllt werden sollen. Außerdem werde durch die Umsetzung fachliches und sachkundiges Personal an Seminaren abgezogen, das zur Lehrkräfteausbildung benötigt werde.
Anfang 2020 kritisierte die SPD die dilettantische Umsetzung sowie das immer noch fehlende Personal und stellte in Frage, ob das ZSL überhaupt arbeitsfähig sei. Die FDP und die AfD zweifelten die Wirksamkeit des Zentrums ebenfalls an. Laut Riecke-Baulecke waren von den 190 Stellen 110 besetzt. Eisenmann stellte klar, dass das ZSL vollumfänglich arbeitsfähig sei.